# Melanie Manchot
Melanie Manchot, née en Allemagne en 1966 est une artiste visuelle basée à Londres qui travaille la photographie, le film, la vidéo et l'installation dans le cadre d'une pratique performative et participative.  

## Biographie
Melanie Manchot grandit à Düsseldorf. Elle part étudier au Royal College of Art à Londres, ville dans laquelle elle s'installe, dans les années 1990.
Melanie Manchot multiplie les expériences individuelles et collectives. Ses travaux photographiques et vidéo font référence à l’histoire de l’art et au cinéma. Elle met en scène des situations où des communautés différentes se rencontrent. Elle interroge les frontières entre le privé et le public comme se déshabiller, dormir ou s'embrasser dans l'espace public.
Pour la Nuit Blanche de 2011 à Paris,  Melanie Manchot réunit et filme des membres d'associations de danses du monde dans un lycée du 9e arrondissement. Danseurs et danseuses de tango, valse, hip-hop s'animent au rythme d'une musique qu'ils et elles sont seuls à entendre. La danse les réunit et leur permet de se connecter avec l'autre. 
Pour Groups + Locations, réalisée en 2004 à Moscou, elle demande à des inconnus rencontrés dans des lieux emblématiques de poser quelques secondes, puis de se disperser rapidement. Les rassemblements de personnes et la prise de vue sont interdits dans ces lieux. 
Une exposition monographique a lieu pour la première en France, en 2018, présentant ses travaux réalisés entre 1998 et 2018.

## Expositions
- Open Ended Now, Mac/Val, Vitry-sur-Seine, 2018
- 11/18, Galerie m, Bochum, Allemagne
- Dance (All Night, Londres), film et performance, Art Night, 2017
- People Places Propositions, Towner Art Gallery, Eastbourne, 2017
- The Continuous Still, Festival de photographie de Toronto, 2012
- Leap after The Great Ecstasy, Galerie m, Bochum, Allemagne, 2011
- Tank TV, 10 years of moving image works, Brighton, 2011
- Celebration (Cyprus Street), Whitechapel Gallery, Londres, 2010
- May happiness knock you over, Brighton Museum, Brighton, 2008

## Publications
- Love Is A Stranger, Klaus Honnef, Janet Hand, Stuart Horodner, Prestel, 2001
- Rohkunstbau, Catalogue d'exposition, Gisbourne, Mark, Prestel, 2006
- Moscow Girls, Katja Blomberg, John Slyce, Haus am Waldsee, 2006
- Vollendete Zukunft, catalogue d'exposition, Jule Reuter, Galerie Parterre, 2008
- Insomniac Promenades, catalogue d'exposition, Marie Shek, Passage De Retz, 2008
- Walk On, From Richard Long to Janet Cardiff, Art Editions North, Royaume-Uni, 2013